# Escut de la Noguera
L'escut oficial de la Noguera té el següent blasonament: Escut caironat: escacat d'or i de sable; la bordura componada d'or i de gules. Per timbre una corona mural de comarca.
Va ser aprovat el 25 de setembre de 1989. L'escacat d'or i de sable són les armes de l'antic comtat d'Urgell, amb capital a Balaguer, que s'estenia molt més enllà dels límits de l'actual comarca de la Noguera. La bordura al·ludeix als quatre pals de l'escut de Catalunya.